# Football Club Internazionale Milano 1984-1985
Questa voce raccoglie le informazioni riguardanti il Football Club Internazionale Milano nelle competizioni ufficiali della stagione 1984-1985.

## Stagione

Da sinistra: Karl-Heinz Rummenigge e Liam Brady, nuovi acquisti della stagione.

L'appena insediato presidente Ernesto Pellegrini chiamò al comando Ilario Castagner, reduce dall'esonero subìto al Milan in primavera: un libero Mandorlini puntellò la difesa, con Beccalossi e Coeck sostituiti a centrocampo da Liam Brady e Causio. Spazio in attacco per un due volte Pallone d'Oro quale Rummenigge, da subito capace d'intesa con Altobelli: minore, in conseguenza, l'impiego di un Muraro che trovò a Bergamo il suo ultimo gol nerazzurro.
Un derby milanese perso in rimonta il 28 ottobre 1984 — con Hateley decisivo nel secondo tempo — trovò riscatto contro la Juventus nella giornata seguente con un clamoroso 4 a 0, col tedesco autore delle sue prime due reti in Serie A: l'ex bavarese aveva già compiuto una pregevole marcatura in acrobazia allo scozzese Rangers, vanificata però dal gioco pericoloso.
Un girone d'andata del campionato vissuto nelle zone alte sembrò premiare l'Inter col temporaneo aggancio al Verona, situazione compromessa dai pochi punti racimolati in trasferta: a fermare la rincorsa all'Europa contribuì invece ancora il Real Madrid, prevalendo con un netto 3-0 in Spagna dopo la sconfitta al Meazza. Causa di forti recriminazioni un incidente occorso nel retour match in quanto Bergomi veniva ferito al capo da una biglia lanciata dalle tribune, fatto che la UEFA non ritenne passibile di sanzione.
Terza in classifica con un ritardo di 5 lunghezze dagli scaligeri, la Beneamata si rifece a danno di questi ultimi in Coppa Italia: l'accesso alla finale risultò negato dai concittadini, con l'impianto meneghino teatro nei giorni precedenti del concerto di Bruce Springsteen.

## Divise e sponsor
Lo sponsor tecnico per la stagione 1984-1985 fu Mec Sport, mentre lo sponsor ufficiale fu Misura.
| Casa | Trasferta |

## Organigramma societario
Area direttiva
- Presidente: Ernesto Pellegrini
- Presidente onorario: Ivanoe Fraizzoli
- Vicepresidente: Giuseppe Prisco, Giulio Abbiezzi ed Angelo Corridori
- Direttore generale: Franco Dal Cin[36]

Area organizzativa
- Segretario organizzativo: Renato Cipollini
- Segretaria: Ileana Almonti

Area comunicazione
- Capo ufficio stampa: Valberto Miliani
- Ufficio stampa: Danilo Sarugia

Area tecnica
- Direttore Sportivo: Giancarlo Beltrami
- Allenatore: Ilario Castagner
- Allenatore in seconda: Giancarlo Cella

Area sanitaria
- Medici sociali: dott. Mario Benazzi e dott. Luigi Colombo
- Preparatore atletico: Vanni Turconi
- Massaggiatori: Giancarlo Della Casa e Massimo Della Casa

## Rosa

Il nuovo allenatore Ilario Castagner, approdato sulla panchina interista dalla sponda rossonera di Milano

| N. |                    | Ruolo | Calciatore               |
| -- | ------------------ | ----- | ------------------------ |
|    | Italia (bandiera)  | P     | Valerio Montagna         |
|    | Italia (bandiera)  | P     | Angelo Recchi            |
|    | Italia (bandiera)  | P     | Walter Zenga             |
|    | Italia (bandiera)  | D     | Giuseppe Bergomi         |
|    | Italia (bandiera)  | D     | Graziano Bini (capitano) |
|    | Italia (bandiera)  | D     | Fulvio Collovati         |
|    | Italia (bandiera)  | D     | Riccardo Ferri (II)      |
|    | Italia (bandiera)  | C     | Giuseppe Baresi (I)      |
|    | Irlanda (bandiera) | C     | Liam Brady               |
|    | Italia (bandiera)  | C     | Franco Causio            |
|    | Italia (bandiera)  | C     | Enrico Cucchi            |
|    | Italia (bandiera)  | C     | Andrea Mandorlini        |

| N. |                           | Ruolo | Calciatore            |
| -- | ------------------------- | ----- | --------------------- |
|    | Italia (bandiera)         | C     | Gianpiero Marini      |
|    | Italia (bandiera)         | C     | Giuseppe Minaudo      |
|    | Italia (bandiera)         | C     | Giancarlo Pasinato    |
|    | Italia (bandiera)         | C     | Massimo Pellegrini    |
|    | Italia (bandiera)         | C     | Antonio Sabato        |
|    | Italia (bandiera)         | A     | Alessandro Altobelli  |
|    | Italia (bandiera)         | A     | Massimo Ciocci        |
|    | Italia (bandiera)         | A     | Andrea Galanti        |
|    | Italia (bandiera)         | A     | Carlo Muraro          |
|    | Germania Ovest (bandiera) | A     | Karl-Heinz Rummenigge |

## Calciomercato

### Sessione estiva
| Acquisti         | Acquisti              | Acquisti      | Acquisti      |
| R.               | Nome                  | da            | Modalità      |
| ---------------- | --------------------- | ------------- | ------------- |
| C                | Andrea Mandorlini     | Ascoli        | definitivo    |
| C                | Liam Brady            | Sampdoria     | definitivo    |
| C                | Franco Causio         | Udinese       | definitivo    |
| A                | Karl-Heinz Rummenigge | Bayern Monaco | definitivo    |
| Altre operazioni |                       |               |               |
| R.               | Nome                  | da            | Modalità      |
| P                | Valerio Montagna      | Pavia         | fine prestito |
| P                | Angelo Pizzetti       | Savona        | fine prestito |
| D                | Daniele Bernazzani    | Pistoiese     | fine prestito |
| D                | Luigi Vizza           | Carbonia      | fine prestito |
| C                | Mauro Castellazzi     | Savona        | riscatto      |
| C                | Claudio Fermanelli    | Palermo       | riscatto      |
| C                | Francesco Lapa        | Sanremese     | fine prestito |
| C                | Mauro Marmaglio       | Arezzo        | riscatto      |
| C                | Franco Monti          | Derthona      | fine prestito |
| C                | Luigi Rocca           | Trento        | fine prestito |
| A                | Andrea Bonacini       | SPAL          | fine prestito |
| A                | Riccardo Gori         | Sanremese     | fine prestito |
| A                | Juary                 | Ascoli        | riscatto      |
| A                | Gabriele Magnifico    | Olbia         | fine prestito |
| A                | Amerigo Paradiso      | Bologna       | riscatto      |
| A                | Luca Rivetta          | Pro Patria    | riscatto      |

| Cessioni         | Cessioni            | Cessioni    | Cessioni             |
| R.               | Nome                | da          | Modalità             |
| ---------------- | ------------------- | ----------- | -------------------- |
| P                | Fabrizio Lorieri    | Piacenza    | comproprietà         |
| D                | Luca Meazza         | Taranto     | comproprietà         |
| C                | Salvatore Bagni     | Napoli      | definitivo           |
| C                | Evaristo Beccalossi | Sampdoria   | comproprietà         |
| C                | Ludo Coeck          | Ascoli      | definitivo           |
| C                | Hansi Müller        | Como        | prestito             |
| A                | Aldo Serena         | Torino      | comproprietà         |
| Altre operazioni |                     |             |                      |
| R.               | Nome                | da          | Modalità             |
| P                | Roberto Busi        | Cosenza     | definitivo           |
| P                | Valerio Montagna    | Francavilla | definitivo           |
| P                | Angelo Pizzetti     | Modena      | definitivo           |
| D                | Daniele Bernazzani  | Pisa        | comproprietà         |
| D                | Giuseppe Colombo    | Pro Patria  | definitivo           |
| D                | Enrico Leoni        | Fanfulla    | comproprietà         |
| D                | Massimo Peruzzo     | Rhodense    | definitivo           |
| D                | Fermo Spallanzani   | Fanfulla    | rinnovo comproprietà |
| D                | Danilo Tedoldi      | Ancona      | rinnovo prestito     |
| D                | Mauro Valentino     | Cerretese   | definitivo           |
| D                | Luigi Vizza         | Crotone     | prestito             |
| D                | Gianluca Zanella    | Forlì       | prestito             |
| C                | Roberto Bergamaschi | Genoa       | definitivo           |
| C                | Mauro Castellazzi   | Pontedera   | comproprietà         |
| C                | Ilario Cozzi        | Livorno     | rinnovo comproprietà |
| C                | Claudio Fermanelli  | Parma       | comproprietà         |
| C                | Italo Groppi        | Pergocrema  | comproprietà         |
| C                | Francesco Lapa      | Savona      | prestito             |
| C                | Mauro Marmaglio     | Barletta    | comproprietà         |
| C                | Franco Monti        | Siena       | prestito             |
| C                | Claudio Venturi     | SPAL        | definitivo           |
| A                | Andrea Bonacini     | Pavia       | prestito             |
| A                | Riccardo Gori       | Turris      | prestito             |
| A                | Juary               | Cremonese   | prestito             |
| A                | Gabriele Magnifico  | Rhodense    | prestito             |
| A                | Luca Rivetta        | Carbonia    | prestito             |

### Sessione autunnale
| Acquisti         | Acquisti         | Acquisti         | Acquisti         |
| R.               | Nome             | da               | Modalità         |
| Altre operazioni | Altre operazioni | Altre operazioni | Altre operazioni |
| R.               | Nome             | da               | Modalità         |
| ---------------- | ---------------- | ---------------- | ---------------- |

| Cessioni         | Cessioni           | Cessioni  | Cessioni              |
| R.               | Nome               | da        | Modalità              |
| ---------------- | ------------------ | --------- | --------------------- |
| D                | Walter Dondoni     | Padova    | prestito (ad ottobre) |
| Altre operazioni |                    |           |                       |
| R.               | Nome               | da        | Modalità              |
| C                | Luigi Rocca        | Sanremese | prestito (ad ottobre) |
| A                | Amerigo Paradiso   | Sanremese | prestito (ad ottobre) |
| A                | Massimo Pellegrini | Monza     | prestito (ad ottobre) |

## Risultati

### Serie A

#### Girone di andata
| Arbitro: | Longhi (Roma) |

|          |           |           |
| Osti 48’ | Marcatori | 8’ Muraro |

| Arbitro: | Agnolin (Bassano del Grappa) |

|                                   |           |          |
| Altobelli 54’ (rig.) Pasinato 82’ | Marcatori | 42’ Díaz |

| Arbitro: | Bergamo (Livorno) |

|              |           |               |
| Giordano 27’ | Marcatori | 33’ Altobelli |

| Milano 7 ottobre 1984 4ª giornata | Inter         | 0 – 0 | Verona | Stadio Giuseppe Meazza\| Arbitro: \| Longhi (Roma) \| |
| Arbitro:                          | Longhi (Roma) |       |        |                                                       |

| Arbitro: | Ballerini (La Spezia) |

|            |           |             |
| Serena 56’ | Marcatori | 21’ Bergomi |

| Arbitro: | Baldi (Roma) |

|               |           |  |
| Altobelli 42’ | Marcatori |  |

| Arbitro: | Bergamo (Livorno) |

|                               |           |               |
| Di Bartolomei 33’ Hateley 63’ | Marcatori | 10’ Altobelli |

| Arbitro: | Longhi (Roma) |

|                                                |           |  |
| Rummenigge 12’, 88’ R. Ferri 32’ Collovati 75’ | Marcatori |  |

| Arbitro: | Pezzella (Frattamaggiore) |

|                     |           |  |
| Galparoli 2’ (aut.) | Marcatori |  |

| Arbitro: | Agnolin (Bassano del Grappa) |

|             |           |            |
| Monelli 30’ | Marcatori | 44’ Marini |

| Arbitro: | Pieri (Genova) |

|                              |           |                |
| Rummenigge 63’ Altobelli 88’ | Marcatori | 47’ Caffarelli |

| Arbitro: | D'Elia (Salerno) |

|               |           |                        |
| Nicoletti 87’ | Marcatori | 5’ Brady 37’ Altobelli |

| Arbitro: | Giancarlo Redini (Pisa) |

|                             |           |  |
| Altobelli 9’ Rummenigge 82’ | Marcatori |  |

| Milano 6 gennaio 1985 14ª giornata | Inter    | 0 – 0 | Roma | Stadio Giuseppe Meazza\| Arbitro: \| Lo Bello \| |
| Arbitro:                           | Lo Bello |       |      |                                                  |

| Arbitro: | Longhi (Roma) |

|                |           |               |
| G. Iachini 76’ | Marcatori | 49’ Altobelli |

#### Girone di ritorno
| Arbitro: | Agnolin (Bassano del Grappa) |

|            |           |  |
| Sabato 44’ | Marcatori |  |

| Avellino 27 gennaio 1985 17ª giornata | Avellino       | 0 – 0 | Inter | Stadio Partenio\| Arbitro: \| Pieri (Genova) \| |
| Arbitro:                              | Pieri (Genova) |       |       |                                                 |

| Arbitro: | Lanese (Messina) |

|            |           |  |
| Marini 84’ | Marcatori |  |

| Arbitro: | Agnolin (Bassano del Grappa) |

|             |           |               |
| Briegel 48’ | Marcatori | 39’ Altobelli |

| Arbitro: | Lo Bello (Siracusa) |

|               |           |               |
| Collovati 28’ | Marcatori | 13’ Corradini |

| Como 3 marzo 1985 21ª giornata | Como              | 0 – 0 | Inter | Stadio Giuseppe Sinigaglia\| Arbitro: \| Mattei (Macerata) \| |
| Arbitro:                       | Mattei (Macerata) |       |       |                                                               |

| Arbitro: | Pieri (Genova) |

|                              |           |                      |
| Rummenigge 48’ Altobelli 81’ | Marcatori | 22’ Virdis 85’ Verza |

| Arbitro: | Bergamo (Livorno) |

|                                         |           |               |
| Tardelli 40’ Boniek 62’ M. Briaschi 87’ | Marcatori | 38’ Altobelli |

| Arbitro: | Pairetto (Torino) |

|                    |           |              |
| Zico 36’ Miano 69’ | Marcatori | 3’ Altobelli |

| Arbitro: | Leni (Perugia) |

|                |           |  |
| Rummenigge 40’ | Marcatori |  |

| Arbitro: | Bergamo (Livorno) |

|                                |           |               |
| Bertoni 18’, 63’ Dal Fiume 50’ | Marcatori | 39’ G. Baresi |

| Arbitro: | Redini (Pisa) |

|                                        |           |  |
| Bencina 9’ (aut.) Altobelli 57’ (rig.) | Marcatori |  |

| Arbitro: | Pezzella (Frattamaggiore) |

|               |           |                                |
| Scanziani 81’ | Marcatori | 40’ (rig.) Brady 65’ Altobelli |

| Arbitro: | Leni (Perugia) |

|                                                    |           |                                              |
| Ancelotti 25’ B. Conti 38’ Giannini 49’ Pruzzo 51’ | Marcatori | 28’ (aut.) Oddi 59’ Rummenigge 65’ Altobelli |

| Arbitro: | Lo Bello (Siracusa) |

|                                                                 |           |                |
| Marini 43’ Altobelli 45’ (rig.), 84’ Bergomi 75’ Rummenigge 82’ | Marcatori | 48’ Cantarutti |

### Coppa Italia

#### Primo turno
| Arbitro: | Mattei (Macerata) |

|  |           |                                         |
|  | Marcatori | 27’ Brady 36’ Rummenigge 84’ Mandorlini |

| Lucca 25 agosto 1984 2ª giornata | Pisa              | 0 – 0 | Inter | Stadio Porta Elisa\| Arbitro: \| Pairetto (Torino) \| |
| Arbitro:                         | Pairetto (Torino) |       |       |                                                       |

| Arbitro: | Baldi (Roma) |

|                                |           |          |
| Altobelli 4’, 21’ Pasinato 74’ | Marcatori | 76’ Susi |

| Arbitro: | Ballerini (La Spezia) |

|  |           |               |
|  | Marcatori | 36’ Altobelli |

| Arbitro: | Paparesta (Bari) |

|                                  |           |  |
| Amodio 44’ (aut.) Rummenigge 66’ | Marcatori |  |

#### Fase finale
| Arbitro: | Esposito (Torre del Greco) |

|  |           |               |
|  | Marcatori | 43’ Altobelli |

| Arbitro: | Magni (Bergamo) |

|               |           |  |
| Altobelli 45’ | Marcatori |  |

| Arbitro: | Agnolin (Bassano del Grappa) |

|                                              |           |  |
| Sacchetti 33’ Galderisi 69’ (rig.) Bruni 85’ | Marcatori |  |

| Arbitro: | Mattei (Macerata) |

|                                                         |           |             |
| Rummenigge 17’, 25’ Altobelli 50’ Causio 97’ Brady 118’ | Marcatori | 107’ Larsen |

| Arbitro: | Mattei (Macerata) |

|                |           |                       |
| Rummenigge 25’ | Marcatori | 30’ Virdis 85’ Icardi |

| Arbitro: | D'Elia (Salerno) |

|                 |           |                  |
| Scarnecchia 77’ | Marcatori | 54’ (rig.) Brady |

### Coppa UEFA
| Arbitro: | Castillo |

|           |           |  |
| Sandu 84’ | Marcatori |  |

| Arbitro: | Fredriksson |

|                          |           |  |
| Brady 68’ Rummenigge 84’ | Marcatori |  |

| Arbitro: | Roth |

|                                      |           |  |
| Sabato 17’ Causio 67’ Rummenigge 87’ | Marcatori |  |

| Arbitro: | Christov |

|                              |           |               |
| Mitchell 5’ Ferguson 16’ 55’ | Marcatori | 15’ Altobelli |

| Arbitro: | Daina |

|                            |           |                |
| Schröder 2’ von Heesen 80’ | Marcatori | 47’ Rummenigge |

| Arbitro: | Hackett |

|                  |           |  |
| Brady 78’ (rig.) | Marcatori |  |

| Arbitro: | Wurtz |

|            |           |  |
| Causio 55’ | Marcatori |  |

| Arbitro: | Ponnet |

|          |           |                               |
| Bein 64’ | Marcatori | 17’ Marini 75’ 83’ Rummenigge |

| Arbitro: | Wöhrer |

|                                |           |  |
| Brady 25’ (rig.) Altobelli 57’ | Marcatori |  |

| Arbitro: | Valentine |

|                               |           |  |
| Santillana 12’ 42’ Míchel 57’ | Marcatori |  |

## Statistiche

### Statistiche di squadra
Statistiche aggiornate al 26 giugno 1985.
| Competizione | Punti | In casa | In casa | In casa | In casa | In trasferta | In trasferta | In trasferta | In trasferta | Totale | Totale | Totale | Totale | RA | RP | DR |
| Competizione | Punti | G       | V       | P       | S       | G            | V            | P            | S            | G      | V      | P      | S      | RA | RP | DR |
| ------------ | ----- | ------- | ------- | ------- | ------- | ------------ | ------------ | ------------ | ------------ | ------ | ------ | ------ | ------ | -- | -- | -- |
| Serie A      | 38    | 15      | 11      | 4       | 0       | 15           | 2            | 8            | 5            | 30     | 13     | 12     | 5      | 42 | 28 | 14 |
| Coppa Italia | -     | 5       | 4       | 0       | 1       | 6            | 3            | 2            | 1            | 11     | 7      | 2      | 2      | 18 | 8  | 10 |
| Coppa UEFA   | -     | 5       | 5       | 0       | 0       | 5            | 1            | 0            | 4            | 10     | 6      | 0      | 4      | 14 | 10 | 4  |
| Totale       | -     | 25      | 20      | 4       | 1       | 26           | 6            | 10           | 10           | 51     | 26     | 14     | 11     | 74 | 46 | 28 |